# Газпром трансгаз Беларусь

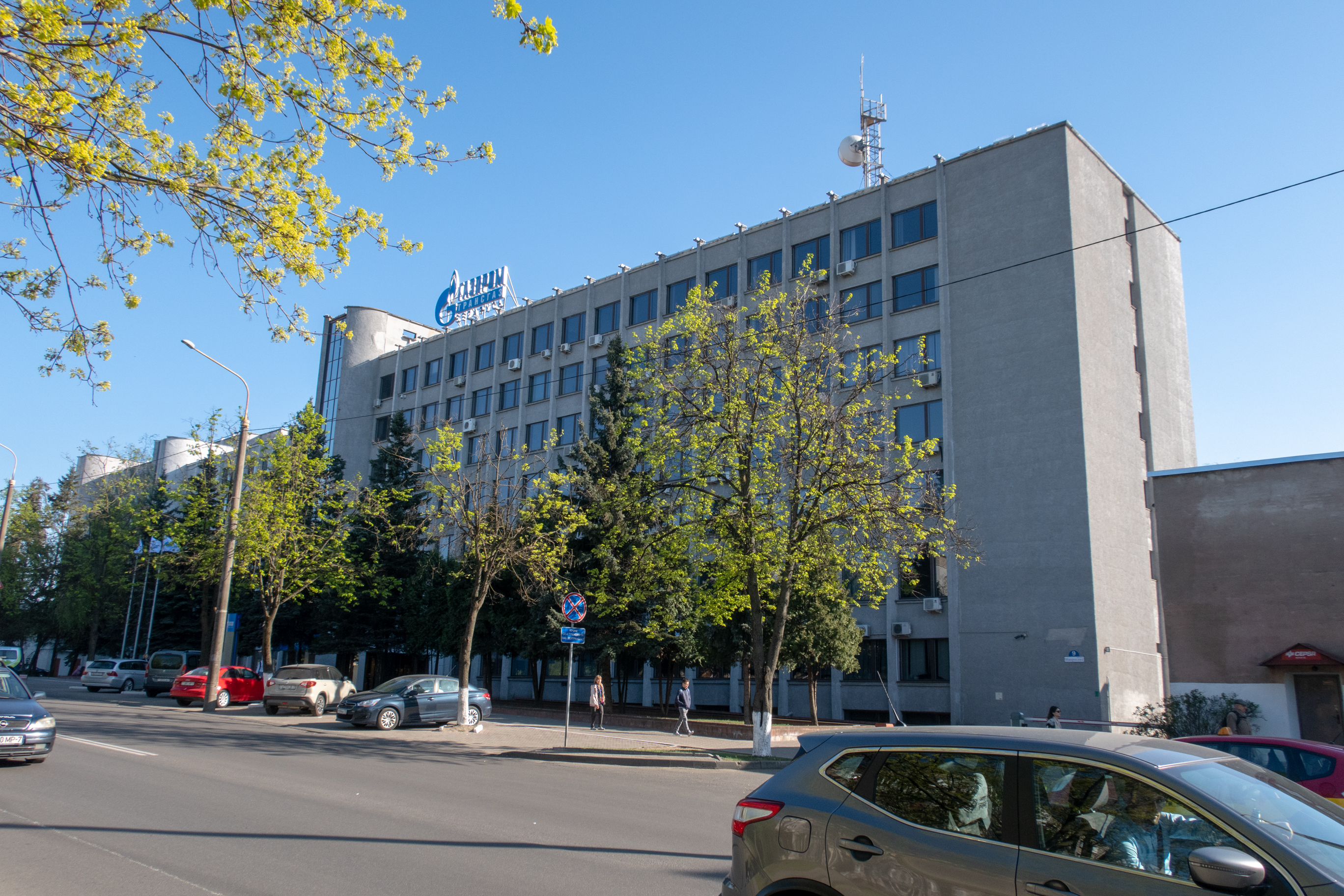
Центральный офис компании в Минске на улице Некрасова

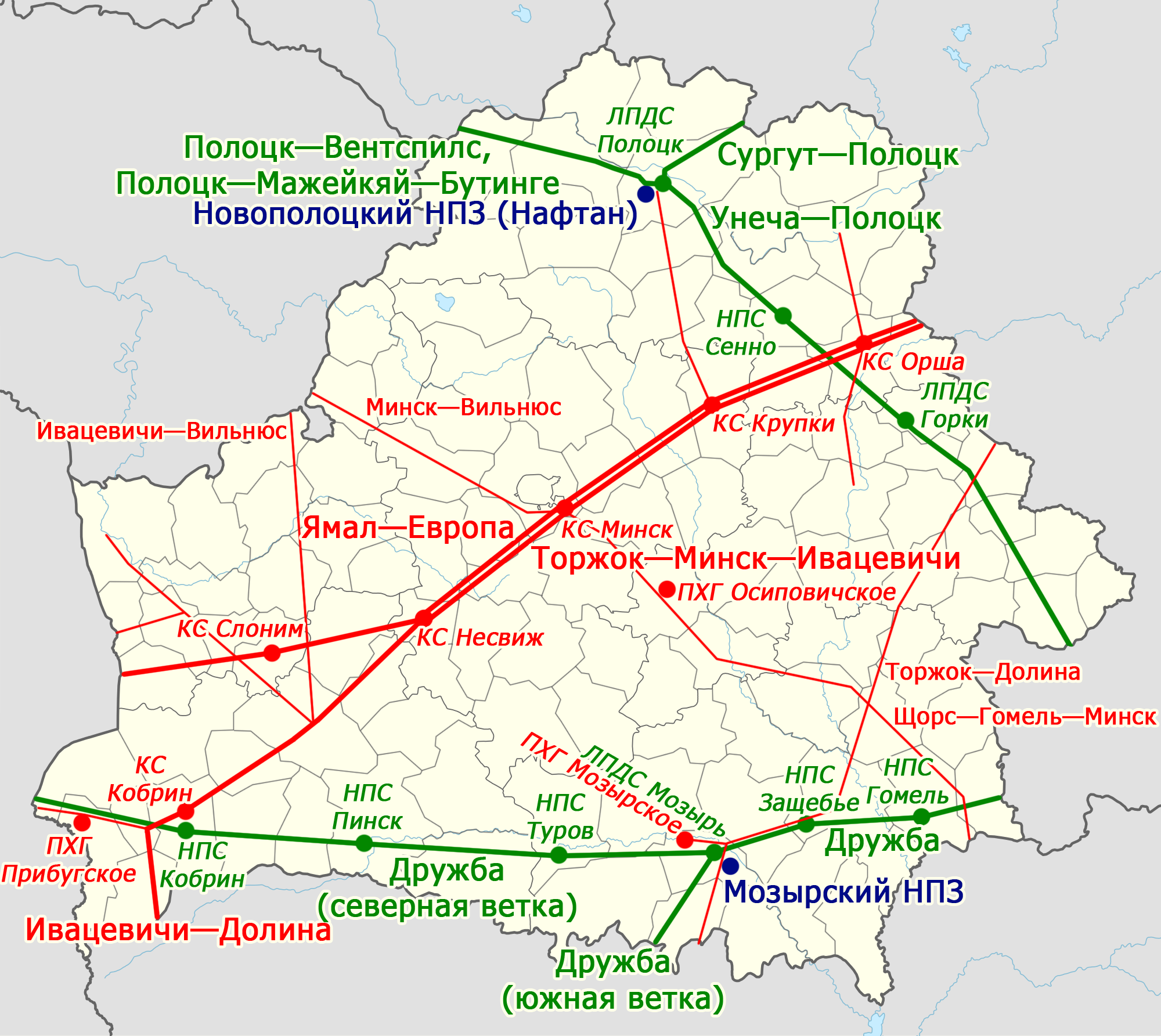
Основные магистральные газопроводы и нефтепроводы, проходящие по территории Республики Беларусь

 ОАО «Газпром трансгаз Беларусь» — дочернее предприятие «Газпром», занимающееся газоснабжением потребителей в Беларуси и транспортировкой газа.

## История
1960—1961 годы — постройка первых магистральных газопроводов и газопроводов-отводов газотранспортной системы Белорусской ССР.
25 октября 1960 года — создание Минского управления магистральных газопроводов (приказ Главного управления газовой промышленности при Совете министров СССР № 274).
13 сентября 2000 года — присуждение Белорусскому государственному предприятию по транспортировке и поставке газа «Белтрансгаз» Почётного государственного знамени Республики Беларусь за особые достижения в хозяйственном развитии.
18 мая 2007 года — подписание договора (между Государственным комитетом по имуществу Республики Беларусь и ОАО «Газпром») купли-продажи ОАО «Газпром» части принадлежащих Беларуси акций ОАО «Белтрансгаз».
Последний транш в 625 млн долларов США от ОАО «Газпром», который приобрёл 50 % акций ОАО «Белтрансгаз», уже получен.
25 ноября 2011 года ОАО «Газпром» приобрёл оставшиеся 50 % акций ОАО «Белтрансгаз» и стал его собственником.
21 декабря 2011 года Алексей Миллер проинформировал, что принято решение переименовать компанию в «Газпром трансгаз Беларусь». 4 апреля 2013 года президент Республики Беларусь Александр Лукашенко подписал указ № 154 «О предоставлении права на использование официального сокращённого названия Республики Беларусь».
Самая прибыльная компания Беларуси по итогам первого и второго квартала 2016 года с показанием около 78 млн долларов США.

## Подразделения и филиалы
Управления магистральных газопроводов:
- Оршанское УМГ
- Крупское УМГ
- Минское УМГ
- Несвижское УМГ
- Кобринское УМГ
- Слонимское УМГ
- Гомельское УМГ
- Осиповичское УМГ

Основные функции: Обеспечение поставок природного газа потребителям Республики Беларусь. Обеспечение транспортировки природного газа через территорию Беларуси в другие государства (транзит). Компримирование природного газа и его продажа через сеть автомобильных газонаполнительных компрессорных станций (АГНКС).
Мозырское ПХГ
- Основные функции: Регулирование сезонной неравномерности газопотребления. Хранение резервов газа на случай аномально холодных зим. Обеспечение подачи газа потребителям в случае нештатных ситуаций в системе магистральных трубопроводов. Создание долгосрочных резервов газа на случай форс-мажорных обстоятельств при транспортировке газа.

Инженерно-технический центр (ИТЦ):
- Основные функции: Инженерно-техническое обеспечение функционирования основного и вспомогательного оборудования и приборов линейной части магистральных газопроводов, компрессорных станций (КС), газораспределительных станций (ГРС), газоизмерительных станций (ГИС), автомобильных газонаполнительных компрессорных станций (АГНКС), систем газоснабжения.

Молодечненское управление буровых работ (МУБР):
- Основные функции: Разведочное и эксплуатационное бурение скважин с целью выявления геологических структур для создания подземных хранилищ газа. Строительство эксплуатационных скважин на действующих ПХГ и других скважин. Проведение промыслово-геофизических и прострелочно-взрывных работ на скважинах всех назначений. Проведение спецработ по электрохимической защите магистральных газопроводов и капитальный ремонт скважин.

Управление «УООП»:
- Основные функции: Организация общественного питания, заготовка сельскохозяйственной продукции и организация торговли для работников Общества.

Управление «УТТиСТ»:
- Основные функции: Обеспечение всеми имеющимися техническими средствами грузоперевозок, пассажироперевозок, погрузочно-разгрузочных, землеройных, монтажных и других работ, оказание услуг работникам Общества, сторонним организациям.

Управление «Материально-технического снабжения и комплектации»:
- Основные функции: Материально-техническое обеспечение и комплектация обособленных подразделений Общества и объектов капитального строительства материалами, оборудованием и другими средствами. Осуществление расчётных, финансовых операций за поставленные материально-технические ресурсы.

Филиал Управление аварийно-восстановительных работ (УАВР)
- Основные функции: Выполнение установленных Обществом планов и мероприятий по обеспечению безаварийной и бесперебойной работы магистральных газопроводов и сооружений на них. Участие в реализации технических мероприятий, предусмотренных действующим законодательством и нормативно-технической документацией по бесперебойной и надежной работе МГ и сооружений на них. Организация и выполнение ППР, восстановительных работ на объектах транспорта газа.

Филиал «Экогаз»
- Основные функции: Развитие сети автомобильных газонаполнительных компрессорных станций (АГНКС), расширение использования природного газа под брендом «Экогаз» в качестве автомобильного топлива. Развитие сотрудничества с ведущими белорусскими производителями автомобильной, тракторной и другой механизированной техники в создании газомоторных моделей.

Филиал «Оздоровительный центр «Алеся»
- Основные функции: Оказание широкого спектра лечебно-оздоровительных, профилактических и физиотерапевтических услуг. Организация досуга и отдыха.

Представительство в Республике Польша:
- Основные функции: Защита и представление интересов ОАО «Газпром трансгаз Беларусь» в Республике Польша по вопросам транзита природного газа. Содействие эффективному развитию экономических и научно-технических связей между Обществом и субъектами хозяйствования, занимающимися на территории Польши поставкой и транспортом природного газа.

Представительство в Российской Федерации:
- Основные функции: Защита и представление интересов ОАО «Газпром трансгаз Беларусь» в Российской Федерации по вопросам транзита природного газа. Содействие эффективному развитию экономических и научно-технических связей между Обществом и субъектами хозяйствования, занимающимися на территории России поставкой и транспортом природного газа.